# Iglesia de San Juan (Miranda de Ebro)
La iglesia de San Juan Bautista, conocida comúnmente como iglesia de San Juan, es un antiguo templo de culto católico y estilo predominantemente gótico situado en Miranda de Ebro, provincia de Burgos, comunidad autónoma de Castilla y León, España. Su estado actual es de ruina.

## Historia
La primera referencia documental de la iglesia de San Juan aparece en 1229 con motivo de la concordia entre Mauricio, obispo de Burgos, y Juan, obispo de Calahorra, por la que las iglesias de Miranda y alrededores pertenecían a uno u otro obispado con alternancia anual.
La iglesia se fundó en torno al año 1200 y poco después, en torno al segundo cuarto del siglo XIII, se inició su construcción en un primitivo gótico. Del actual edificio quedan restos que datan principalmente de finales del siglo XIII y principios del siglo XIV como por ejemplo la cabecera.

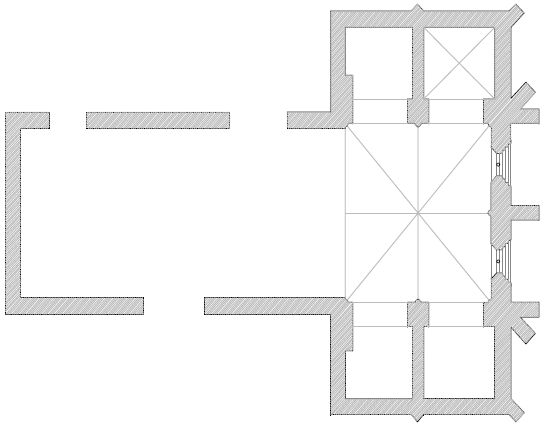
Planta original de la iglesia.

Durante la guerra de la Independencia española, la iglesia fue utilizada por acuartelamiento por parte de las tropas francesas y su patrimonio fue expoliado por los mismos. En 1874 se desplomó la torre y tan solo un año después se suprimió como parroquia, fue entonces cuando el edificio pasó a manos particulares.
Declarado Monumento Histórico-Artístico Nacional el 17 de abril de 1982, San Juan Bautista se encuentra en estado de ruina. Actualmente se mezclan restos del templo original, casonas del siglo XIX y elementos modernos.
La casona contigua al templo, denominada en el siglo XV como Palacio de San Juan o palacio de cerca de la iglesia de San Juan ado se llama palacio del concejo fue muy probablemente el lugar de reunión del concejo, es decir, el ayuntamiento. Junto a la torre-campanario se hallaba la casa natal de Íñigo de Velandia y Antonio de Velandia.

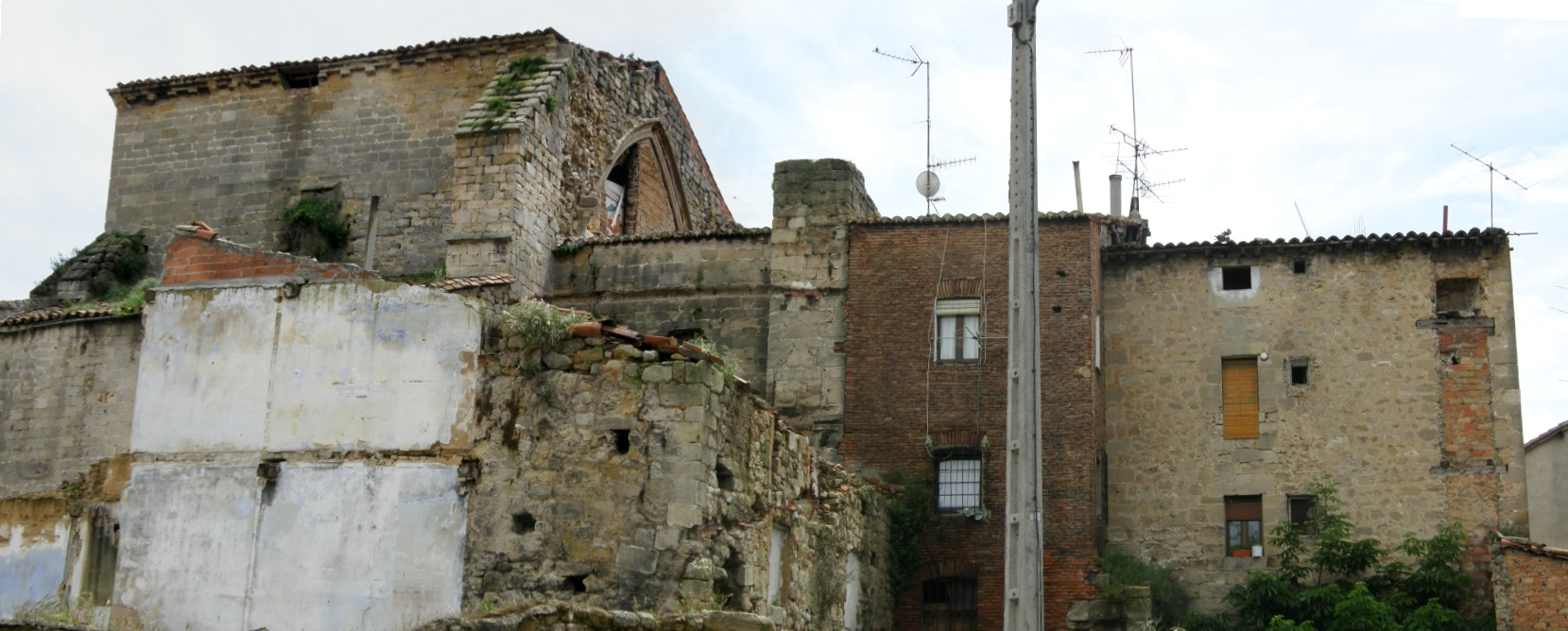
Vista desde la calle Oroncillo de la iglesia de San Juan de Miranda de Ebro. A la izquierda se observa un lateral de la cabecera. En el centro se observa un gran arco ojival que separaba la cabecera de la nave principal y un contrafuerte. A la derecha se observa como la nave ha sido invadida por edificios particulares y tan solo se conserva una gran portada (oculta por la vegetación).

En el año 2014 se intervino en el edificio para la sustitución total de la cubierta que estaba causando daños a la bóveda del ábside. También se eliminaron algunos añadidos de los siglos XIX y XX, como por ejemplo un balcón que cegaba parcialmente uno de los dos grandes arcos de la fachada.

## Descripción
Templo edificado en estilo gótico primitivo, tiene planta rectangular de grandes dimensiones con cabecera recta. En el interior de la iglesia destacan las bóvedas de crucería. La bóveda del presbiterio cubre la zona central de la cabecera. De su clave nacen a modo de palmera ocho nervios que se apoyan en sus respectivas columnas con capiteles y ménsulas. Las pinturas al fresco de la bóveda muestran, aunque de manera muy deteriorada, un cielo estrellado y varias serpientes rojas y azuladas entrelazadas que dirigen sus bocas a cada nervio. Otros detalles de la decoración interna son el rostro de un diablo sobre una ménsula, un toro de dos cuerpos y una cabeza en un capitel, la pila bautismal, etc. Un gran arco apuntado que hoy día es visible desde el exterior daba paso de la nave a la cabecera.
De todas las capillas que los nobles construyeron en la iglesia se conservan cuatro. En la parte de la Epístola se conserva la de San Sebastián, financiada por los San Vicente, y la de la Piedad, pagada por los Velandia. En la parte del Evangelio se conservan las capillas de Santo Tomás y la de Nuestra Señora y San Juan evangelista. En esta última fue enterrado su patrón, el Chantre de Calahorra, en 1352.
Documentalmente se conoce que la iglesia poseía un rico patrimonio: rejas, retablos, cuadros, piezas de orfebrería... Todo fue robado por las tropas francesas durante la guerra de independencia.
En el exterior está construido en piedra de sillería. Destacan dos grandes ventanales abiertos en el ábside. Poseían pequeñas columnillas separando las vidrieras, arquillos trilobulados y unos pequeños rosetones pentalobulados. Hoy día están cegados. Los canecillos del tejado muestran relieves de cabezas de animales, escenas entre animales y alguna vegetal. También destaca los contrafuertes diagonales y dobles en esquinas y sencillos en el centro

## Galería de imágenes

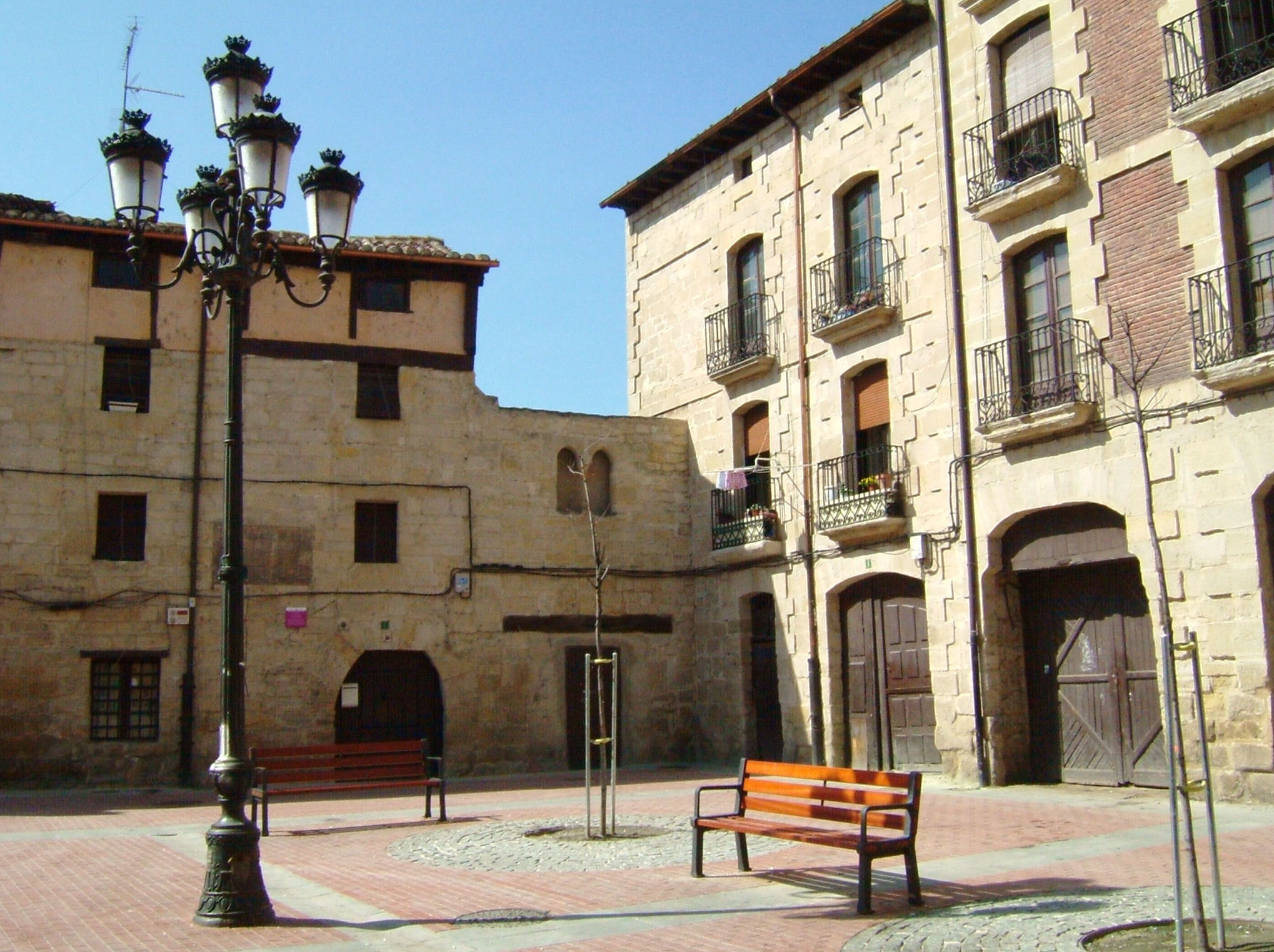
Los edificios de la derecha corresponden a los construidos a partir de 1875 en la nave principal de la iglesia de San Juan. Los dos arquillos corresponde, probablemente, a la casa del concejo.
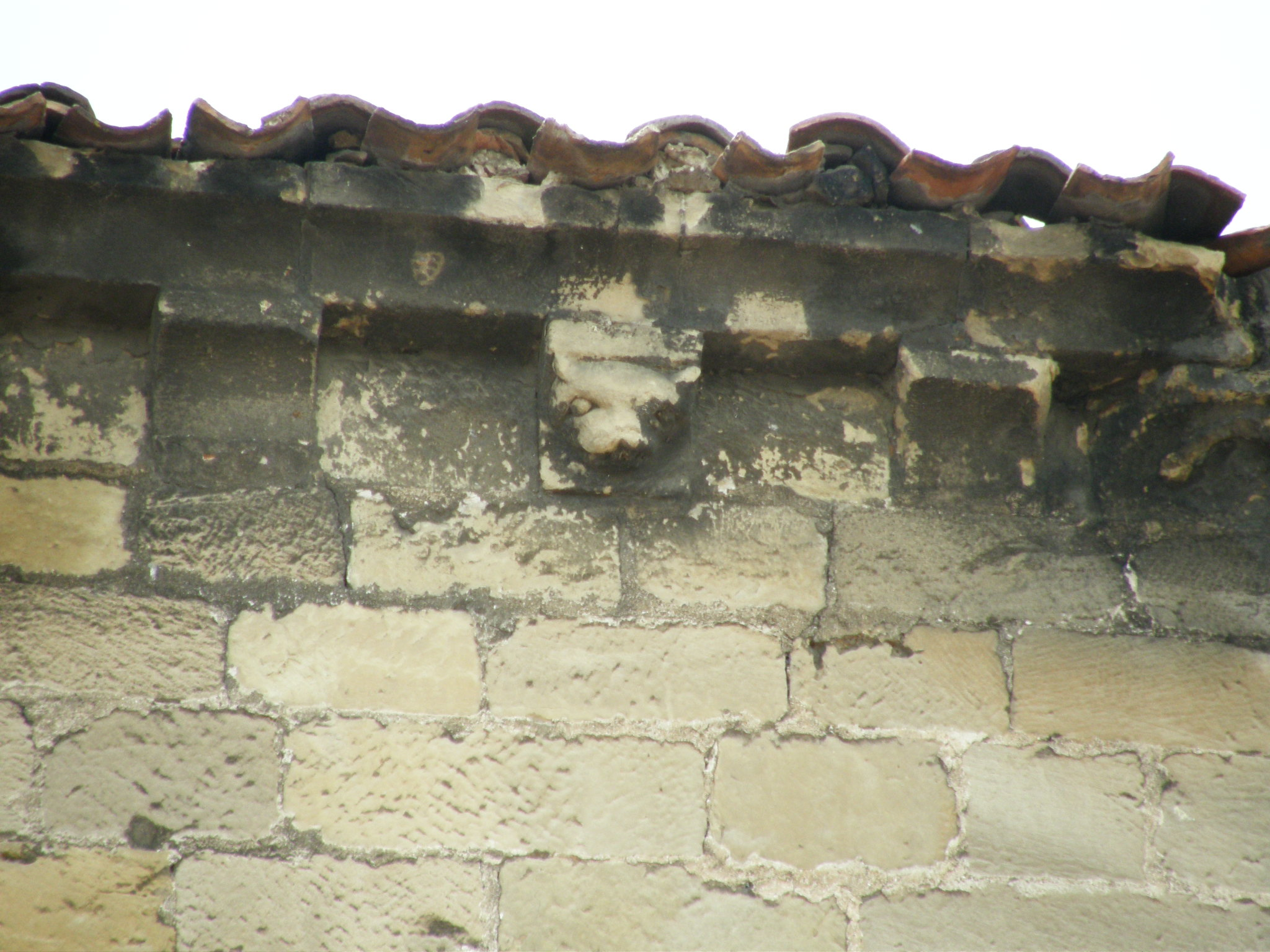
Detalle de un canecillo del tejado de la iglesia de San Juan donde se observa una cabeza animal.
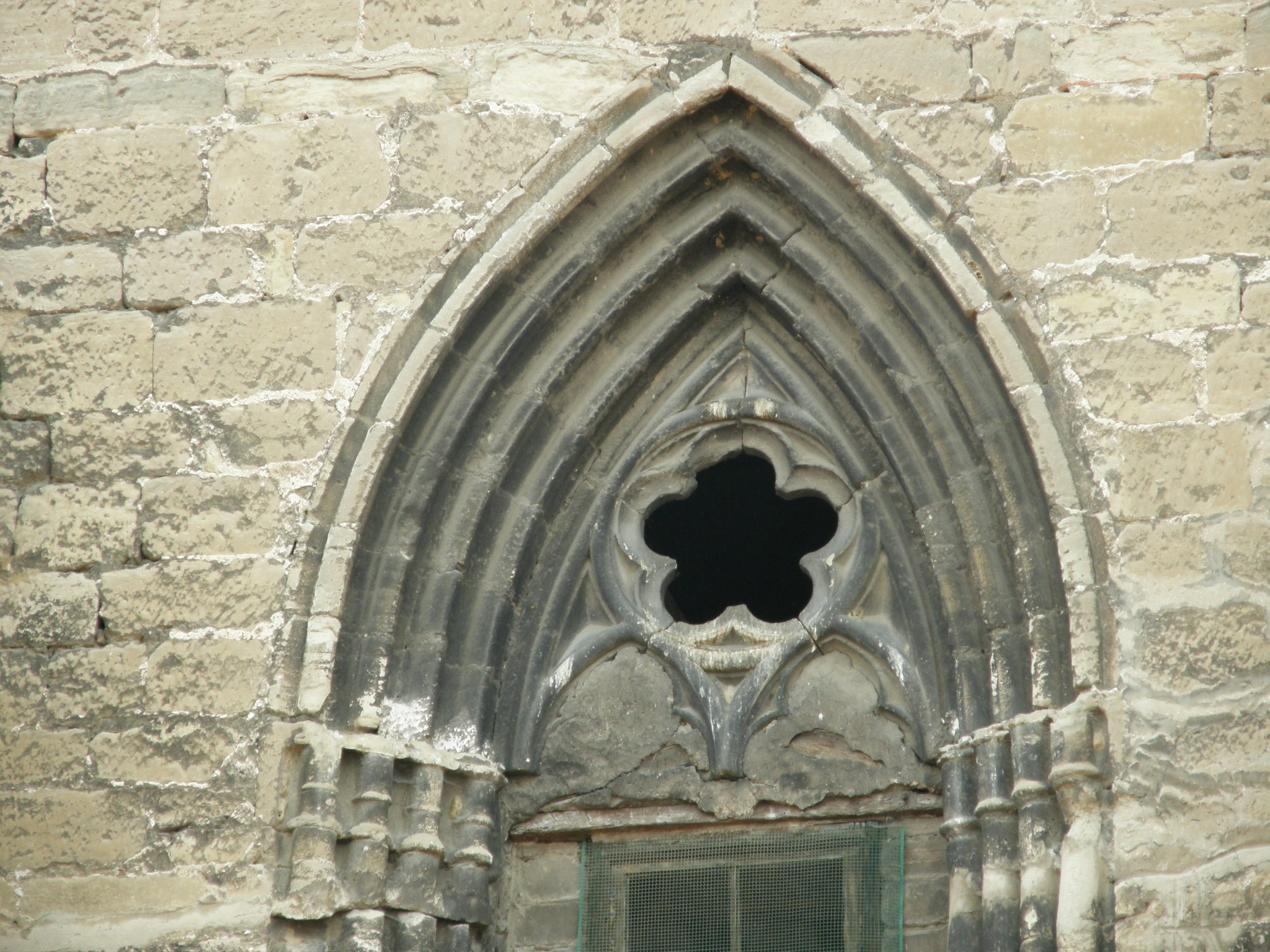
Detalle de la parte superior de uno de los ventanales de la cabecera. Se observa un pequeño rosetón pentalobulado y dos arquillos trilobulados.
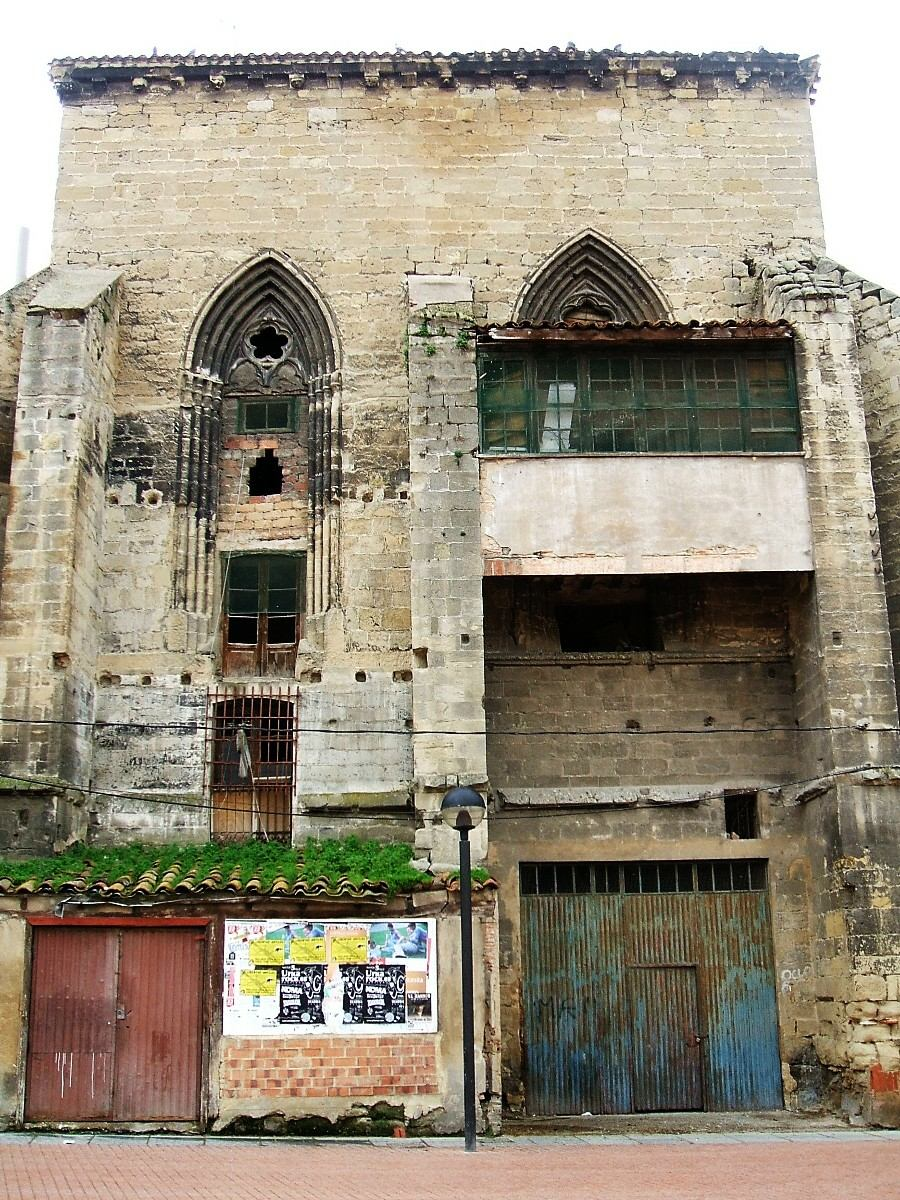
Primer plano del ábside